# سلووپنو (ناحیه هاولیتشکوف برود)
سلووپنو (به چکی: Sloupno) یک منطقهٔ مسکونی در جمهوری چک است که در ناحیه هاولیتشکوف برود واقع شده‌است. سلووپنو ۱٫۸۵ کیلومتر مربع مساحت و ۴۶ نفر جمعیت دارد و ۴۸۴ متر بالاتر از سطح دریا واقع شده‌است.